# Caffè Michelangiolo
Il Caffè Michelangiolo si trova in via Cavour 21 a Firenze.

## Storia
Luogo di animatissime discussioni sia d'ordine artistico che politico, ha visto come protagonisti un sodalizio d'artisti, quasi tutti toscani, che dopo il 1860, animano vivacemente il panorama artistico italiano e che hanno contribuito in modo decisivo al rinnovamento dell'estetica pittorica tradizionale. In particolare qui si ritrovavano i giovani artisti in rivolta con l'arte accademica della vicina San Marco, che per la loro maniera di dipingere con larghe macchie di colori puri vennero definiti Macchiaioli.
Si davano qui convegno: Giovanni Fattori, Silvestro Lega, Telemaco Signorini, Odoardo Borrani, Adriano Cecioni, Francesco Saverio Altamura, Serafino De Tivoli, Diego Martelli, Angiolo Tricca, Ferdinando Buonamici, Cristiano Banti, Giuseppe Moricci, Lorenzo Gori e altri. Cecioni dipinse anche un quadro che ritraeva l'interno del caffè.
Faceva parte del "bel numero", anche Carlo Lorenzini detto il Collodi, il quale pur non essendo un pittore, frequentava il chiassoso gruppo dedito a goliardici passatempi. 
Successivamente alla chiusura, i letterati del Caffè Le Giubbe Rosse (Papini su tutti) apposero sul muro del vecchio Caffè una lapide, visibile ancora oggi, per omaggiare quello che è stato il primo Caffè letterario di Firenze.
Oggi il Caffè ospita il Museo Leonardo da Vinci Firenze ma rimane ancora attivo artisticamente promuovendo mostre ed eventi culturali legati alla memoria storica e al pensiero contemporaneo che qui i Macchiaioli e gli altri frequentatori produssero dal 1848 al 1861.
Parallelamente agli eventi esce la rivista NOI al Caffè Michelangiolo che tratta i temi storici, politici ed artistici che caratterizzarono il Caffè a metà Ottocento.

## Galleria d'immagini

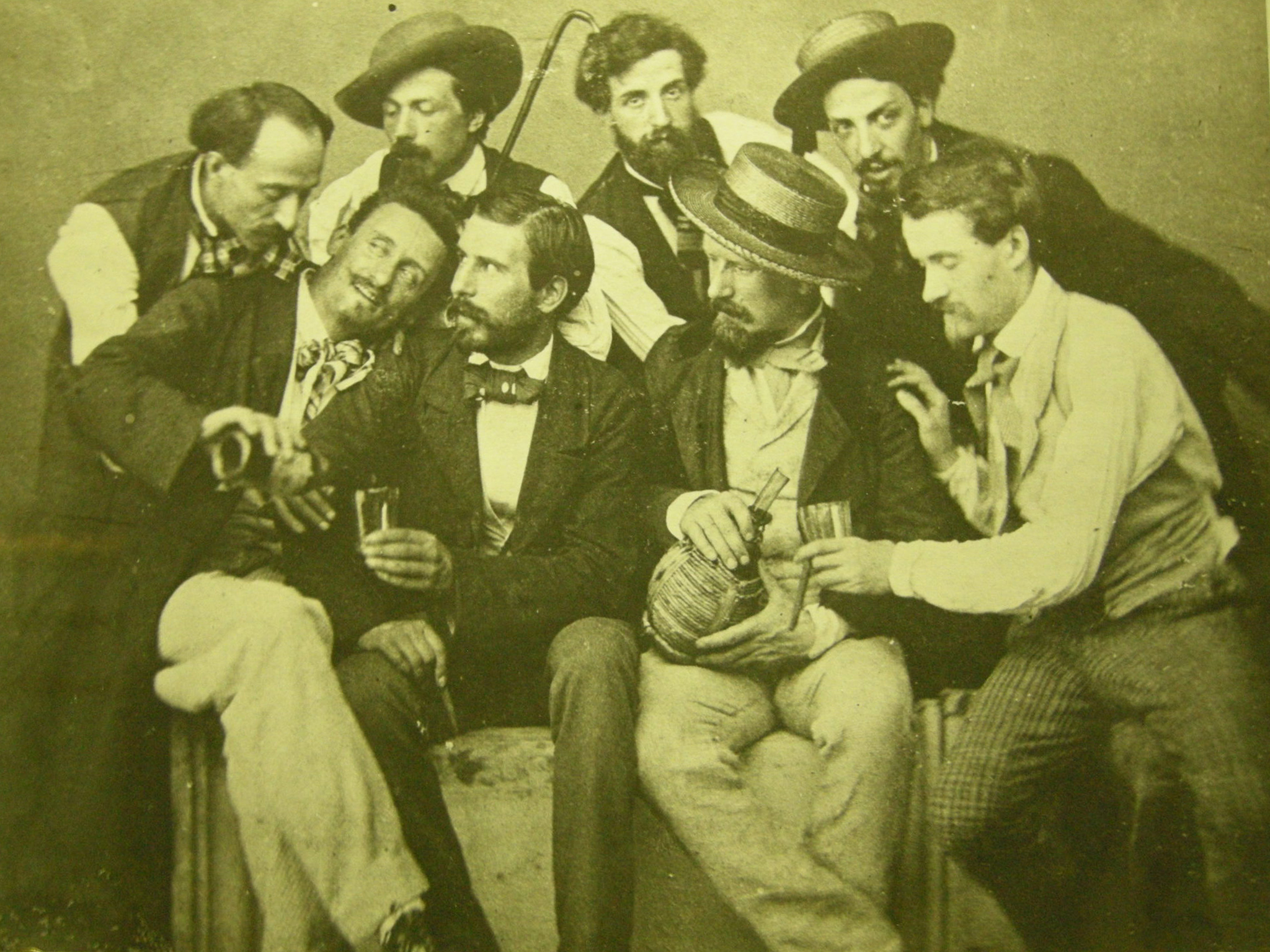
Gruppo di Macchiaioli al Caffè Michelangelo
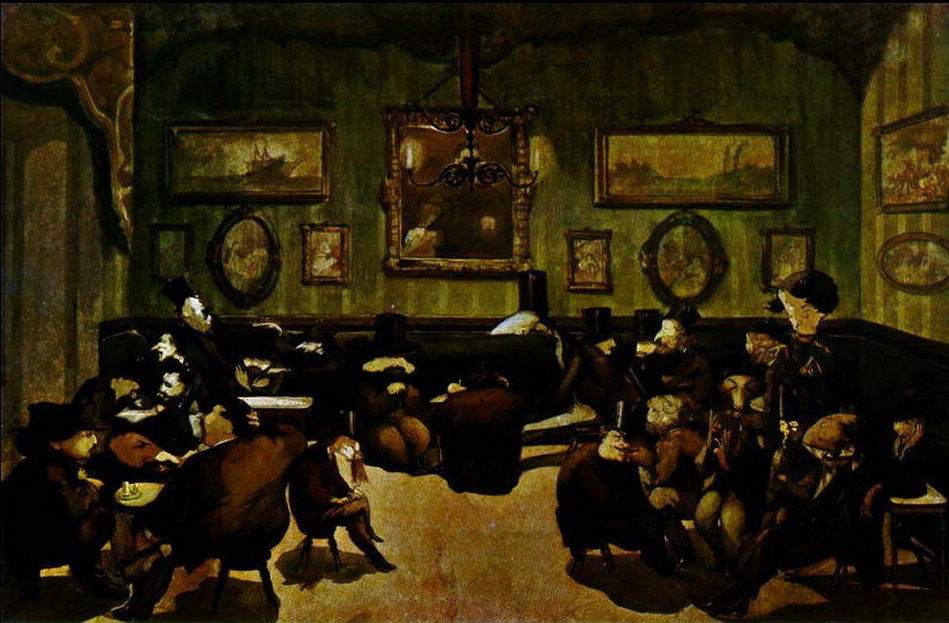
Adriano Cecioni, Il Caffè Michelangiolo,  1867 ca.
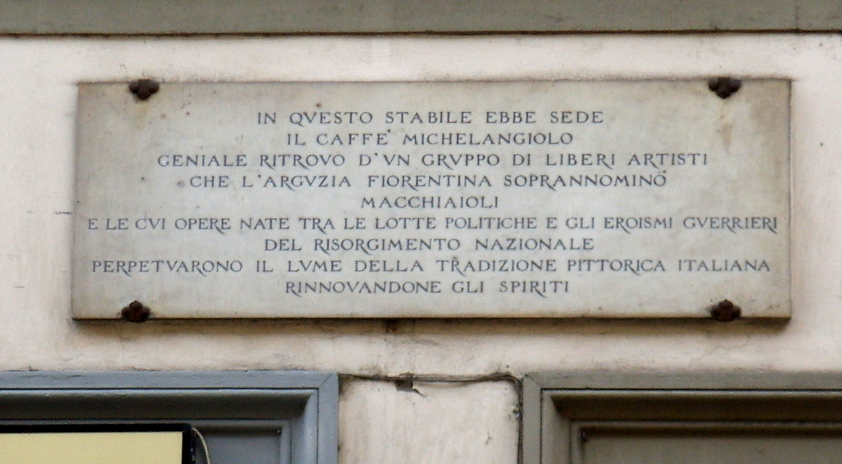
Lapide sul luogo in cui sorgeva il Caffè Michelangelo
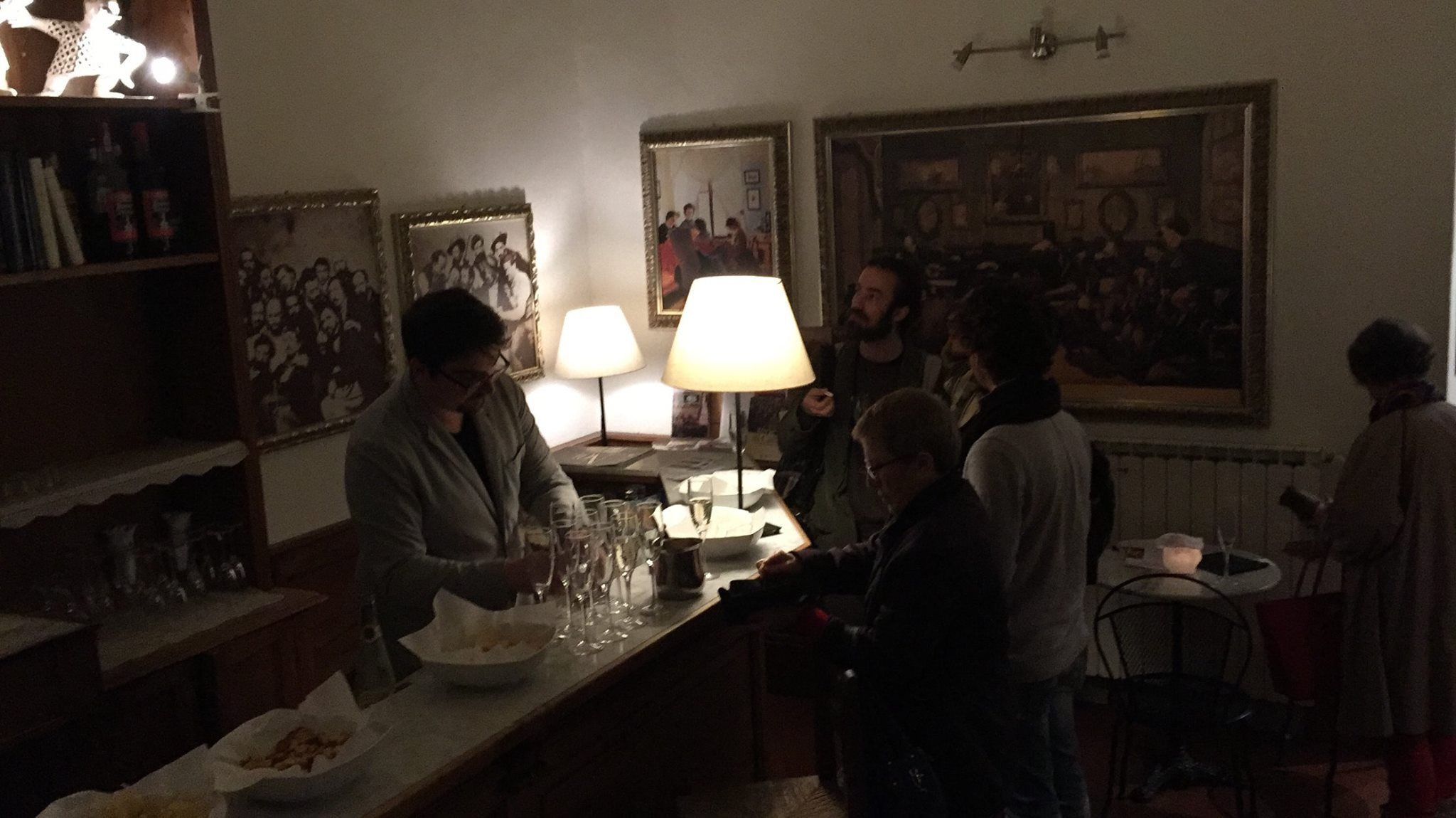
Galleria del Caffè
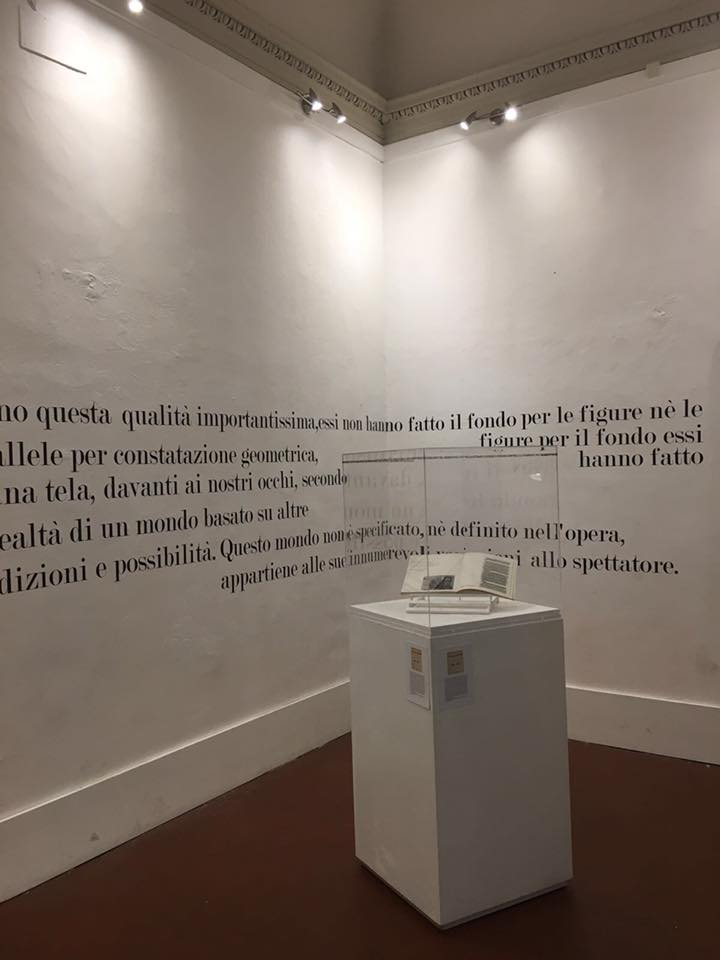
Interno
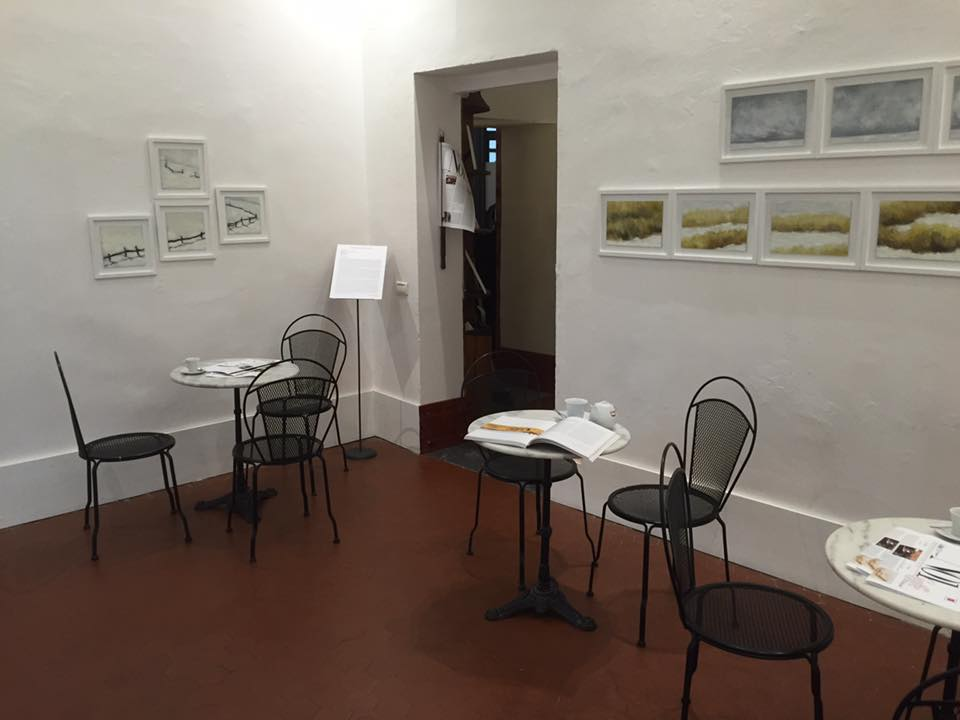
Stanza secondaria